# Leptoiulus silvicola
Leptoiulus silvicola är en mångfotingart som beskrevs av Henri W. Brölemann. Leptoiulus silvicola ingår i släktet Leptoiulus och familjen kejsardubbelfotingar. Inga underarter finns listade i Catalogue of Life.